# Leichtathletik-Europameisterschaften 2014/400 m Hürden der Männer

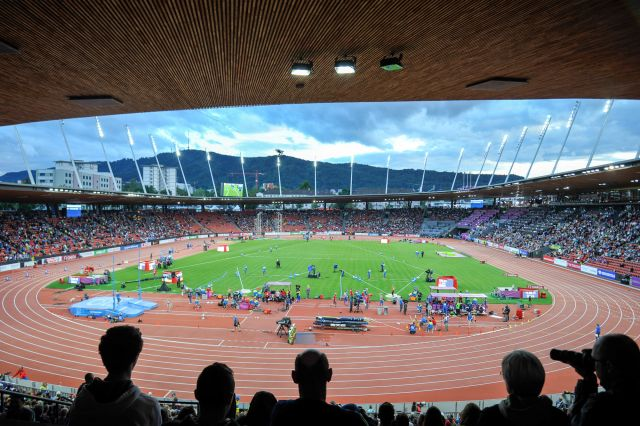
Das Letzigrund-Stadion während der Europameisterschaften 2014

Der 400-Meter-Hürdenlauf der Männer bei den Leichtathletik-Europameisterschaften 2014 wurde vom 12. bis 15. August 2014 im Letzigrund-Stadion von Zürich ausgetragen.
Europameister wurde der Schweizer Kariem Hussein. Der Este Rasmus Mägi errang die Silbermedaille. Bronze ging an den Russen Denis Kudrjawzew.

## Rekorde

### Bestehende Rekorde
| Weltrekord           | 46,78 s | Kevin Young      | OS Barcelona, Spanien  | 6. August 1992    |
| Europarekord         | 47,37 s | Stéphane Diagana | Lausanne, Schweiz      | 5. Juli 1995      |
| Meisterschaftsrekord | 47,48 s | Harald Schmid    | EM Athen, Griechenland | 8. September 1982 |

Der bereits seit 1982 bestehende EM-Rekord blieb auch bei diesen Europameisterschaften unerreicht. Die deutlich schnellste Zeit wurde mit 48,54 s im dritten Semifinalrennen durch den späteren Vizeeuropameister Rasmus Mägi aus Estland erzielt. In diesem Lauf wurden zwei neue Landesrekorde und ein U23-Landesrekord aufgestellt. Mit seinen 48,54 s blieb Rasmus Mägi 1,06 s über dem Rekord. Zum Europarekord fehlten ihm 1,17 s, zum Weltrekord 1,76 s.

### Rekordverbesserungen
Es wurden zwei neue Landesrekorde aufgestellt;
- 48,54 s – Rasmus Mägi (Estland), drittes Halbfinale am 13. August (gleichzeitig Europajahresbestleistung)
- 49,08 s – Oskari Mörö (Finnland), drittes Halbfinale am 13. August

## Doping
In diesem Wettbewerb kam es zu einer dopingbedingten Disqualifikation:
Der im Vorlauf ausgeschiedene Moldawier Alexei Crawcenco wurde positiv getestet und disqualifiziert. Es war der erste bei diesen Europameisterschaften aufgedeckte Dopingfall.

## Legende
Kurze Übersicht zur Bedeutung der Symbolik – so üblicherweise auch in sonstigen Veröffentlichungen verwendet:
| EL    | Europajahresbestleistung              |
| NR    | Nationaler Rekord                     |
| NU23R | Nationaler U23-Rekord                 |
| DNS   | nicht am Start (did not start)        |
| DOP   | wegen Dopingvergehens disqualifiziert |

## Vorrunde
Die Vorrunde wurde in fünf Läufen durchgeführt. Die ersten vier Athleten pro Lauf – hellblau unterlegt – sowie die darüber hinaus vier zeitschnellsten Läufer – hellgrün unterlegt – qualifizierten sich für das Halbfinale.

### Vorlauf 1
12. August 2014, 11:00 Uhr
| Platz | Name             | Nation      | Zeit (s) |
| ----- | ---------------- | ----------- | -------- |
| 1     | Denis Kudrjawzew | Russland    | 49,05    |
| 2     | Varg Königsmark  | Deutschland | 49,46    |
| 3     | Yoann Décimus    | Frankreich  | 49,60    |
| 4     | Michal Brož      | Tschechien  | 49,90    |
| 5     | Stef Vanhaeren   | Belgien     | 49,98    |
| 6     | Jussi Kanervo    | Finnland    | 50,35    |
| 7     | Jonathan Puemi   | Schweiz     | 51,40    |

### Vorlauf 2

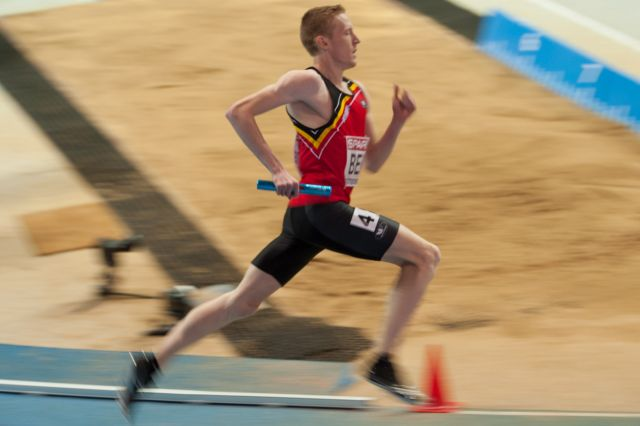
Tim Rummens schied als Siebter seines Vorlaufs aus

12. August 2014, 11:08 Uhr
| Platz | Name                | Nation      | Zeit (s) |
| ----- | ------------------- | ----------- | -------- |
| 1     | Thomas Barr         | Irland      | 49,79    |
| 2     | Felix Franz         | Deutschland | 50,23    |
| 3     | Máté Koroknai       | Ungarn      | 50,33    |
| 4     | Oleg Mironow        | Russland    | 50,78    |
| 5     | Tim Rummens         | Belgien     | 50,80    |
| 6     | Nicolai Hartling    | Dänemark    | 51,15    |
| 7     | Jaak-Heinrich Jagor | Estland     | 52,67    |

### Vorlauf 3

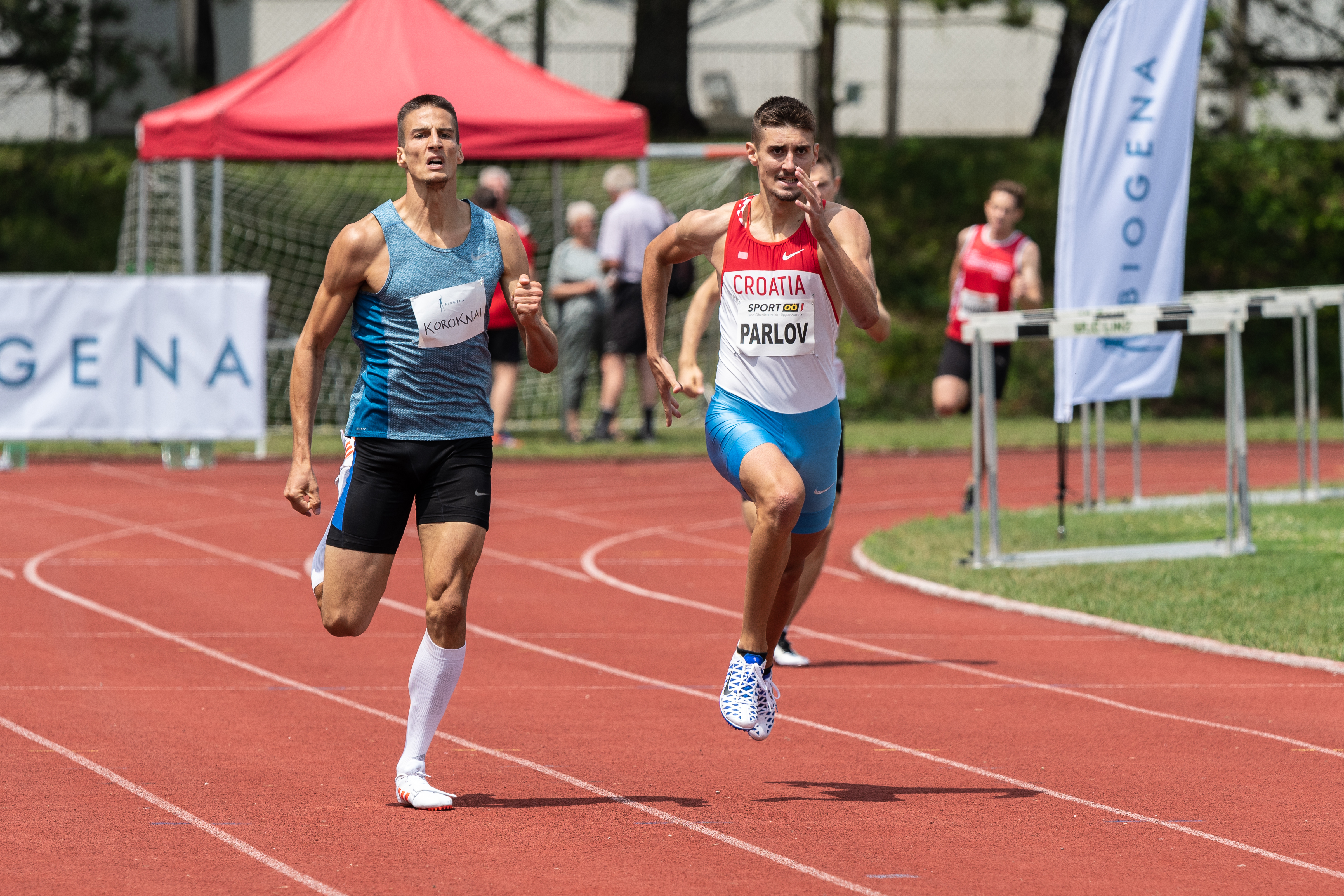
Als Sechster erreichte Tibor Koroknai (links) nicht das Finale

12. August 2014, 11:16 Uhr
| Platz | Name               | Nation         | Zeit (s) |
| ----- | ------------------ | -------------- | -------- |
| 1     | Rasmus Mägi        | Estland        | 49,72    |
| 2     | Patryk Dobek       | Polen          | 49,73    |
| 3     | Sebastian Rodger   | Großbritannien | 49,88    |
| 4     | Leonardo Capotosti | Italien        | 50,45    |
| 5     | Stanislaw Melnykow | Ukraine        | 50,72    |
| 6     | Tibor Koroknai     | Ungarn         | 50,84    |
| 7     | Yann Senjaric      | Kroatien       | 52,14    |

### Vorlauf 4

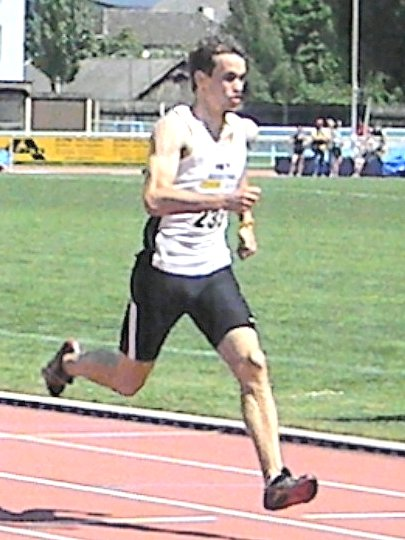
Als Sechster scheiterte Thomas Kain in der Vorrunde

12. August 2014, 11:24 Uhr
| Platz | Name                 | Nation         | Zeit (s) |
| ----- | -------------------- | -------------- | -------- |
| 1     | Niall Flannery       | Großbritannien | 49,77    |
| 2     | Emir Bekrić          | Serbien        | 49,82    |
| 3     | Timofei Tschaly      | Russland       | 49,92    |
| 4     | Oskari Mörö          | Finnland       | 49,97    |
| 5     | Denys Netschyporenko | Ukraine        | 50,63    |
| 6     | Thomas Kain          | Österreich     | 50,90    |
| DOP   | Alexei Crawcenco     | Moldau         | 55,66    |

### Vorlauf 5

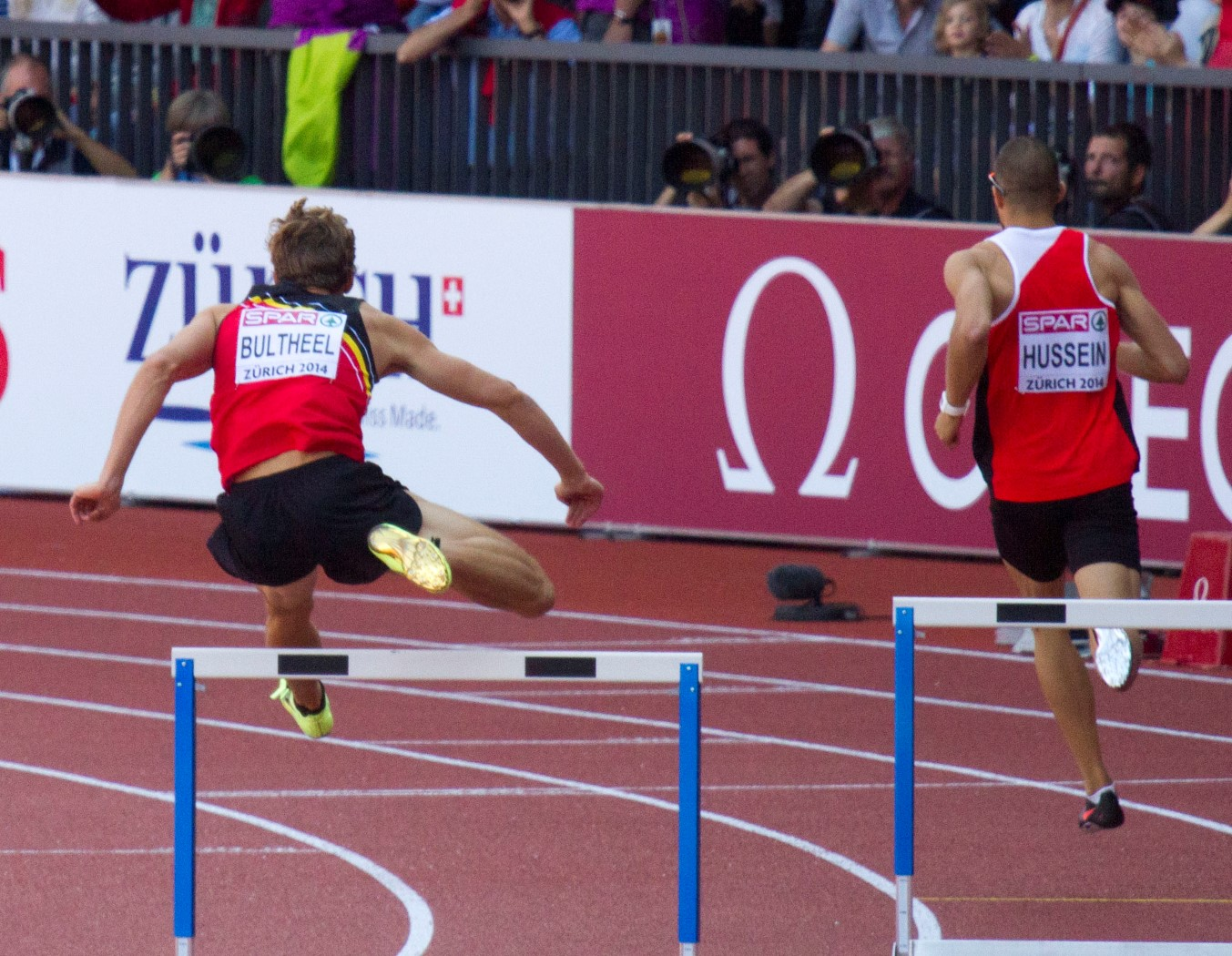
Michaël Bultheel (links) und Kariem Hussein in der Zielkurve des fünften Vorlaufs

12. August 2014, 11:32 Uhr
| Platz | Name             | Nation         | Zeit (s) |
| ----- | ---------------- | -------------- | -------- |
| 1     | Kariem Hussein   | Schweiz        | 49,70    |
| 2     | Michaël Bultheel | Belgien        | 50,18    |
| 3     | Tom Burton       | Großbritannien | 50,47    |
| 4     | Jānis Baltušs    | Lettland       | 50,89    |
| 5     | Sergio Fernández | Spanien        | 50,89    |
| 6     | Øyvind Kjerpeset | Norwegen       | 51,23    |
| 7     | Jason Harvey     | Irland         | 51,91    |
| 8     | Jacques Frisch   | Luxemburg      | 52,06    |

## Halbfinale
Aus den drei Halbfinalläufen qualifizierten sich die jeweils ersten beiden Athleten – hellblau unterlegt – sowie die darüber hinaus zwei zeitschnellsten Läufer – hellgrün unterlegt – für das Finale.

### Lauf 1
13. August 2014, 18:30 Uhr
| Platz | Name               | Nation         | Zeit (s) |
| ----- | ------------------ | -------------- | -------- |
| 1     | Denis Kudrjawzew   | Russland       | 49,09    |
| 2     | Varg Königsmark    | Deutschland    | 49,12    |
| 3     | Patryk Dobek       | Polen          | 49,13    |
| 4     | Sebastian Rodger   | Großbritannien | 49,47    |
| 5     | Leonardo Capotosti | Italien        | 50,21    |
| 6     | Michal Brož        | Tschechien     | 50,39    |
| 7     | Stanislaw Melnykow | Ukraine        | 50,60    |
| 8     | Jānis Baltušs      | Lettland       | 50,96    |

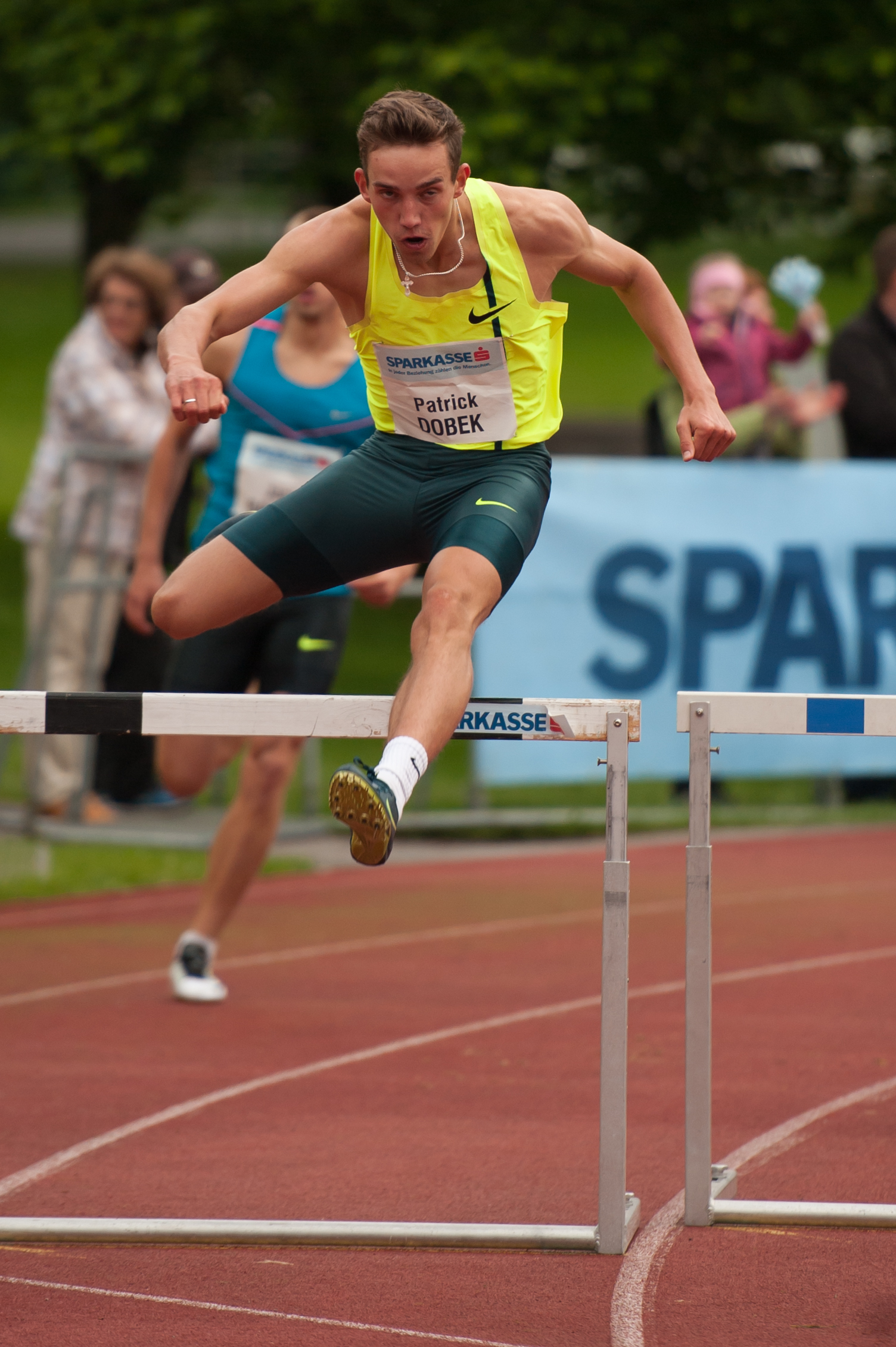
Patryk Dobek fehlten nur fünf Hundertstelsekunden, zum Finale

Weitere im ersten Halbfinale ausgeschiedene Hürdenläufer:

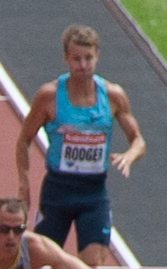
Als Vierter seines Rennens schied Sebastian Rodger im Semifinale aus
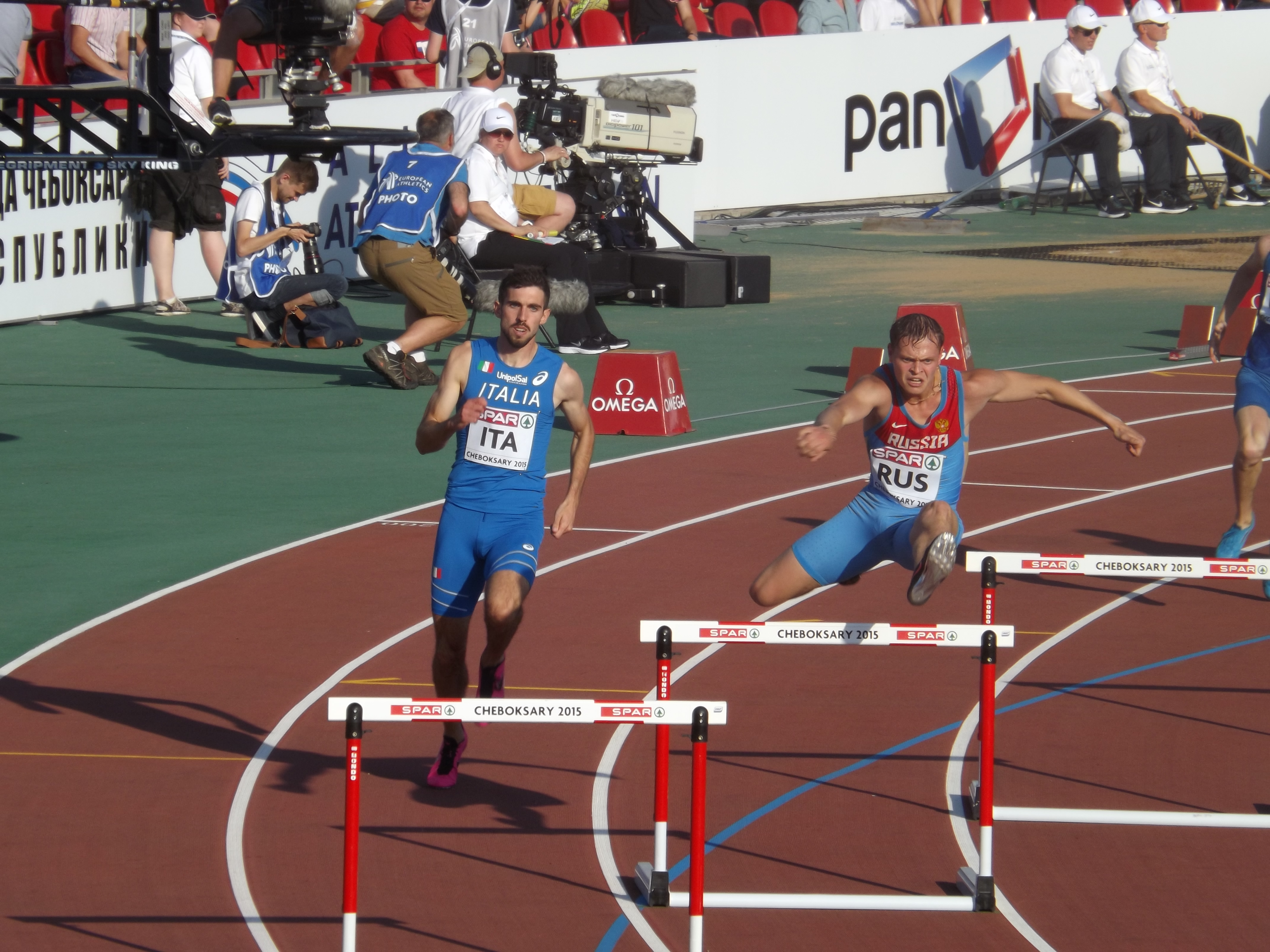
Leonardo Capotosti war als Fünfter seines Semifinallaufs im Finale nicht dabei
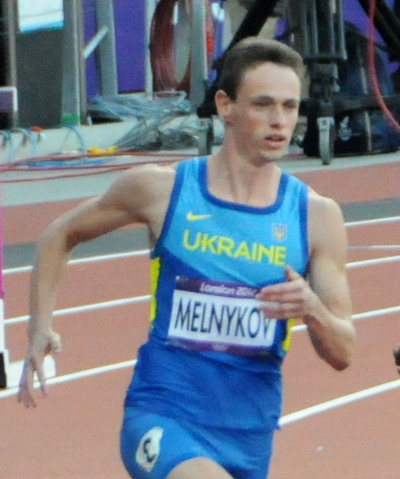
Stanislav Melnykov – Rang sieben im dritten Halbfinale und damit ausgeschieden
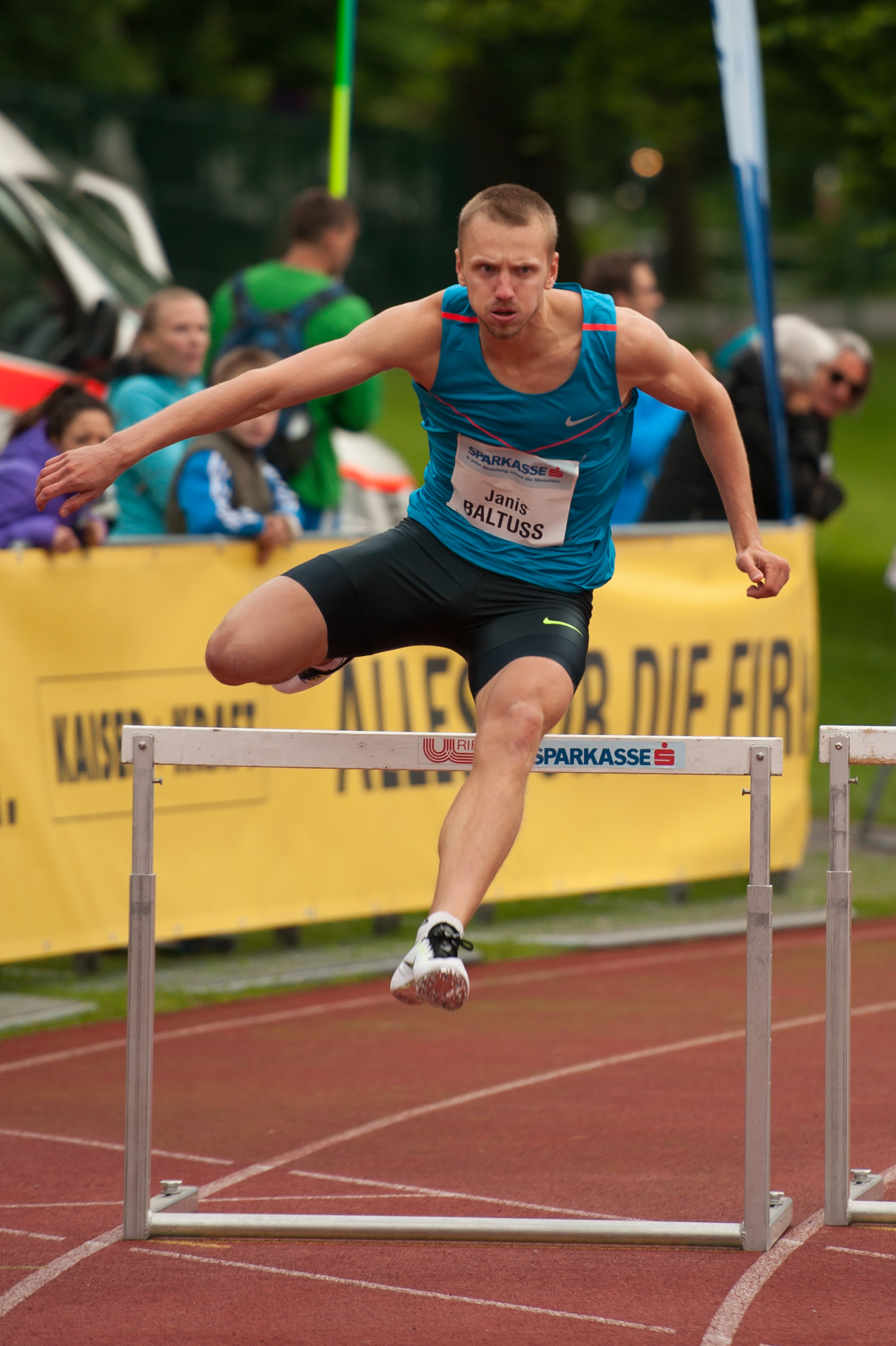
Mit einer Zeit knapp unter 51 Sekunden war Jānis Baltušs chancenlos

### Lauf 2

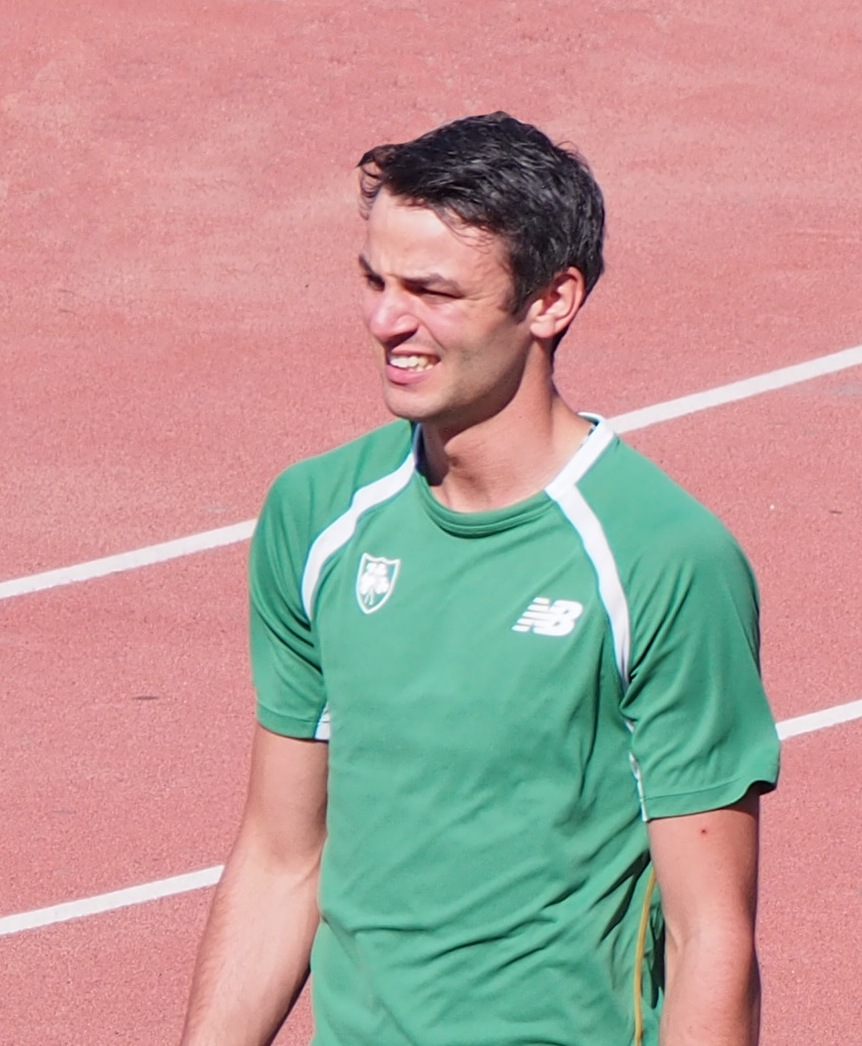
Thomas Barr verpasste das Finale als Dritter des zweiten Semifinals um einen Rang
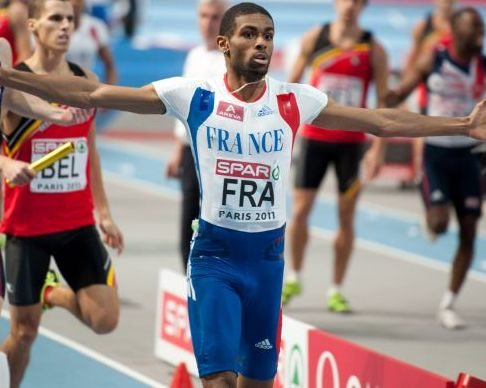
Yoann Décimus – Rang vier in seinem Halbfinallauf und damit ausgeschieden
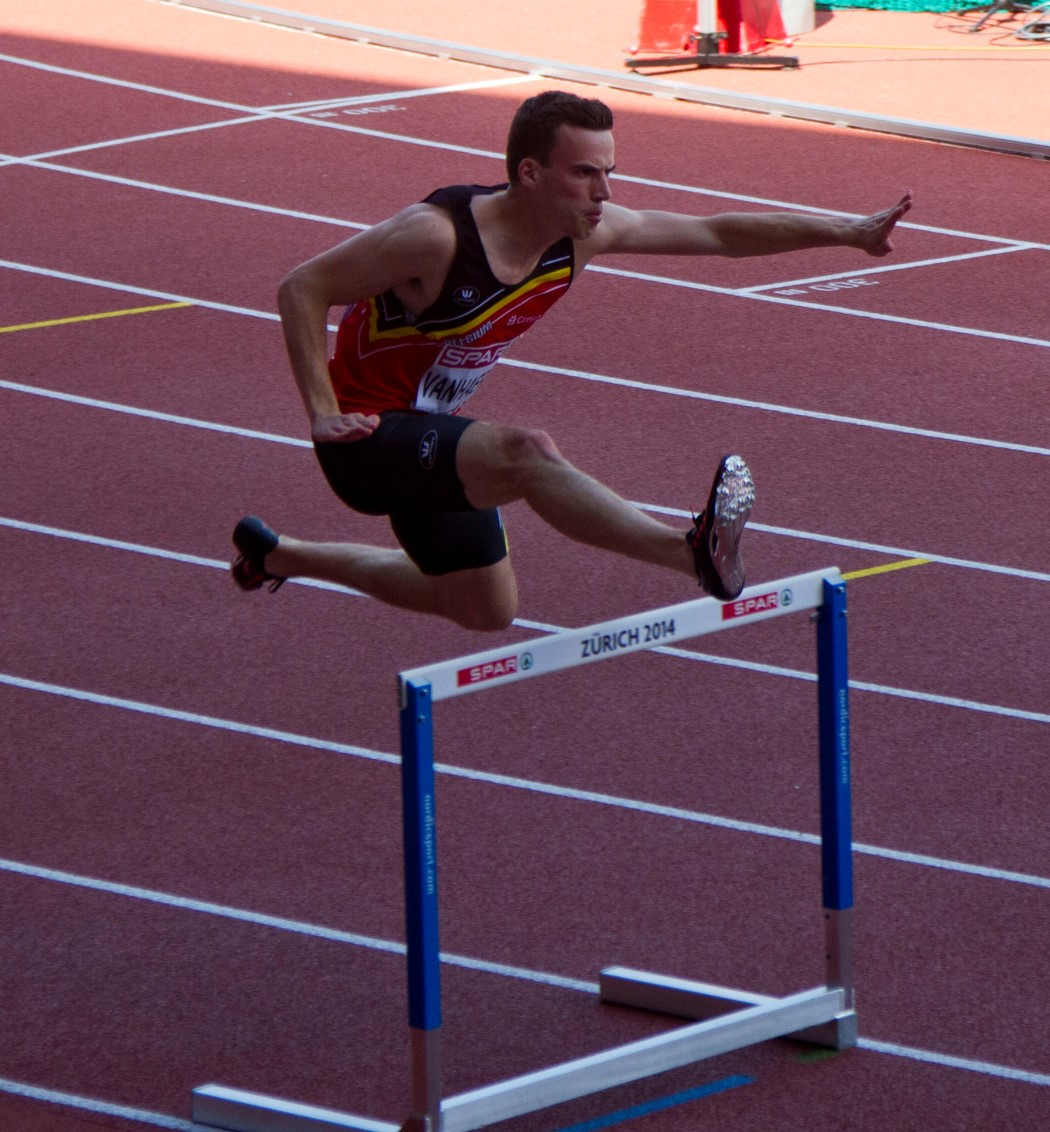
Stef Vanhaeren scheiterte als Sechster seines Rennens im Halbfinale

13. August 2014, 18:36 Uhr
| Platz | Name           | Nation         | Zeit (s) |
| ----- | -------------- | -------------- | -------- |
| 1     | Kariem Hussein | Schweiz        | 49,16    |
| 2     | Emir Bekrić    | Serbien        | 49,21    |
| 3     | Thomas Barr    | Irland         | 49,30    |
| 4     | Yoann Décimus  | Frankreich     | 49,71    |
| 5     | Tom Burton     | Großbritannien | 50,47    |
| 6     | Stef Vanhaeren | Belgien        | 50,63    |
| 7     | Oleg Mironow   | Russland       | 50,69    |
| 8     | Máté Koroknai  | Ungarn         | 50,95    |

### Lauf 3

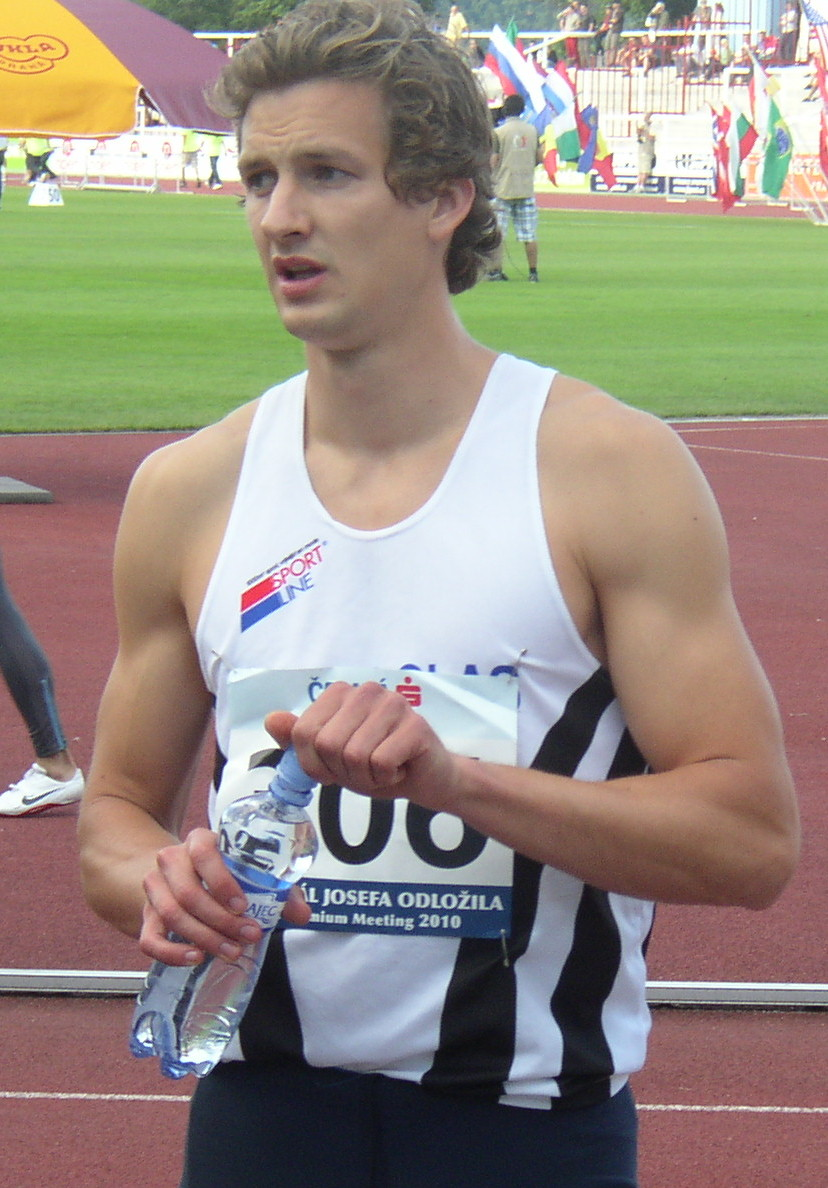
Michaël Bultheels sechster Rang war zu wenig für die Finalteilnahme

13. August 2014, 18:42 Uhr
| Platz | Name             | Nation         | Zeit (s)    |
| ----- | ---------------- | -------------- | ----------- |
| 1     | Rasmus Mägi      | Estland        | 48,54 EL/NR |
| 2     | Timofei Tschaly  | Russland       | 48,69 NU23R |
| 3     | Felix Franz      | Deutschland    | 48,96       |
| 4     | Oskari Mörö      | Finnland       | 49,08 NR    |
| 5     | Michaël Bultheel | Belgien        | 49,62       |
| 6     | Niall Flannery   | Großbritannien | 50,15       |
| 7     | Oleg Mironow     | Russland       | 50,35       |
| DNS   | Jussi Kanervo    | Finnland       |             |

## Finale

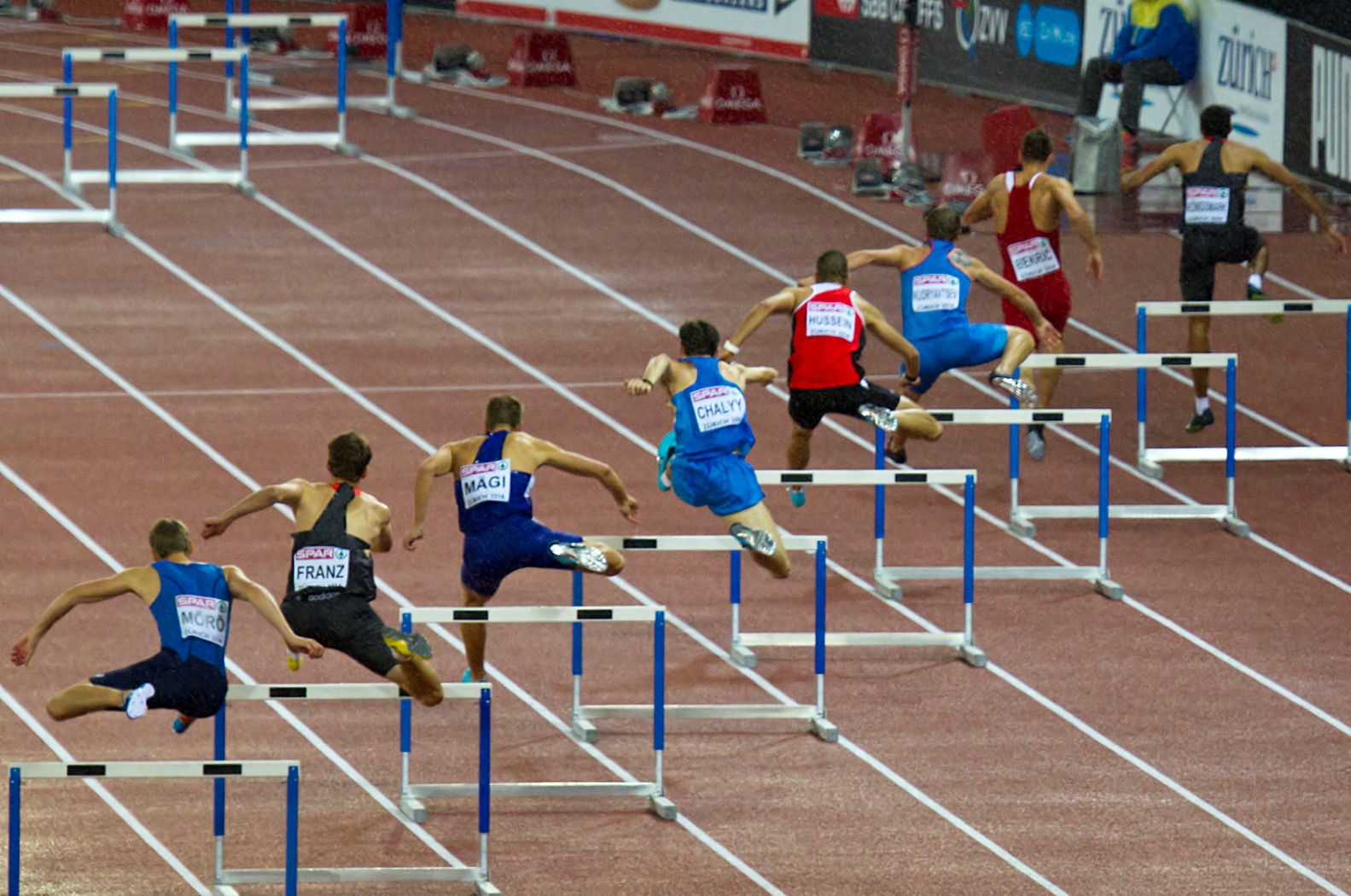
Auf der Gegengeraden lag das Läuferfeld noch dicht zusammen
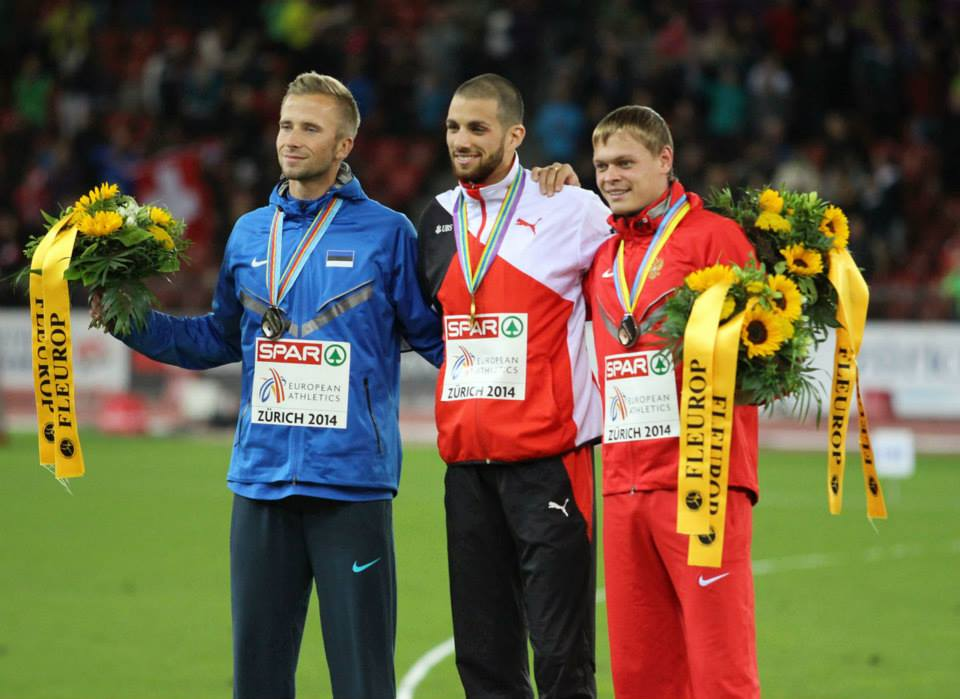
Auf dem Podium (v. l. n. r.): Rasmus Mägi, Kariem Hussein, Denis Kudrjawzew

15. August 2014, 20:52 Uhr
| Platz | Name             | Nation      | Zeit (s) |
| ----- | ---------------- | ----------- | -------- |
| 1     | Kariem Hussein   | Schweiz     | 48,98    |
| 2     | Rasmus Mägi      | Estland     | 49,06    |
| 3     | Denis Kudrjawzew | Russland    | 49,16    |
| 4     | Timofei Tschaly  | Russland    | 49,56    |
| 5     | Felix Franz      | Deutschland | 49,83    |
| 6     | Emir Bekrić      | Serbien     | 49,90    |
| 7     | Varg Königsmark  | Deutschland | 49,91    |
| 8     | Oskari Mörö      | Finnland    | 50,14    |

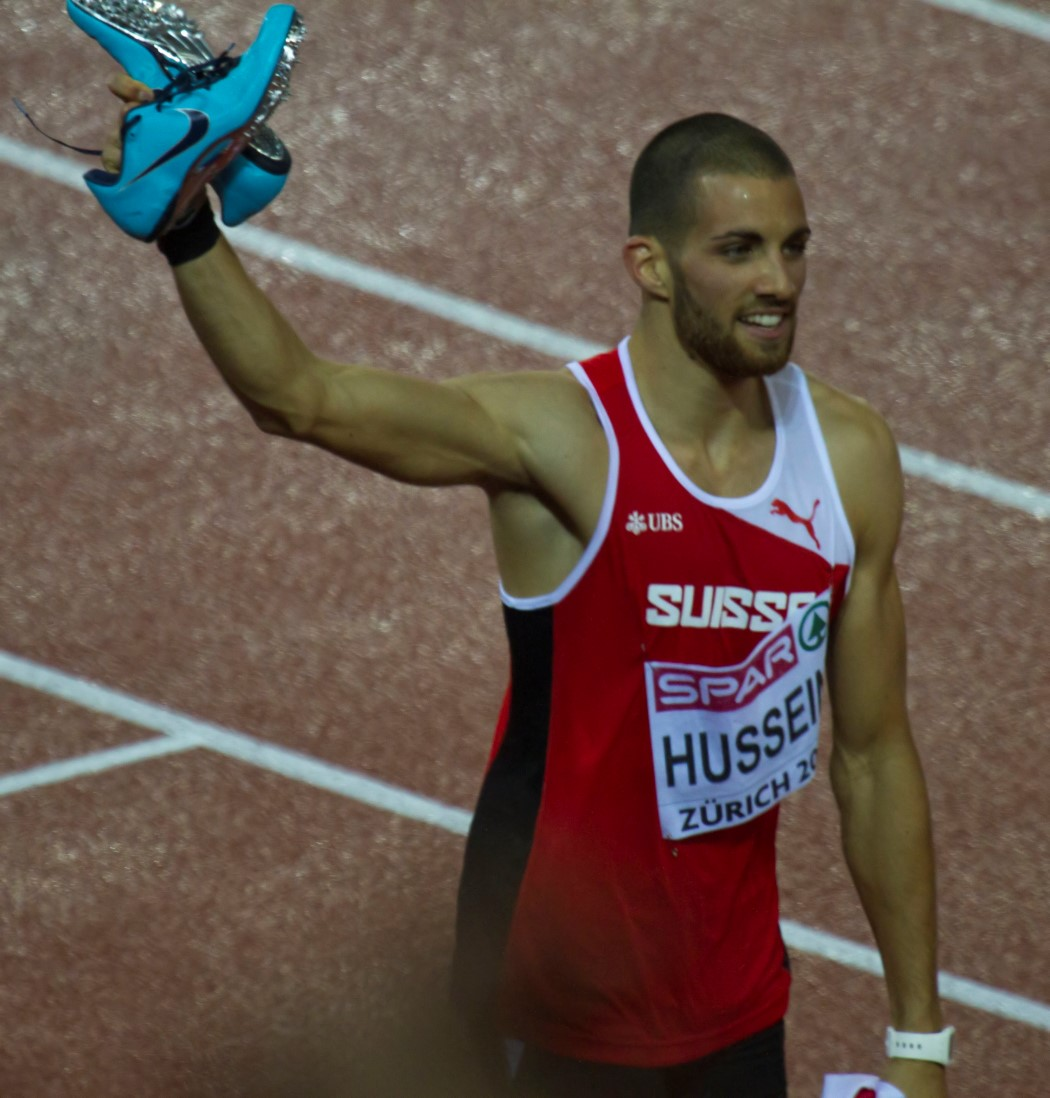
Europameister Kariem Hussein
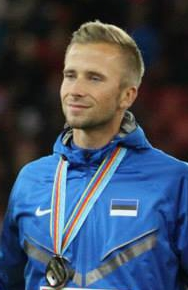
Silbermedaillengewinner Rasmus Mägi
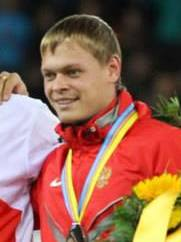
Bronzemedaillengewinner Denis Kudrjawzew

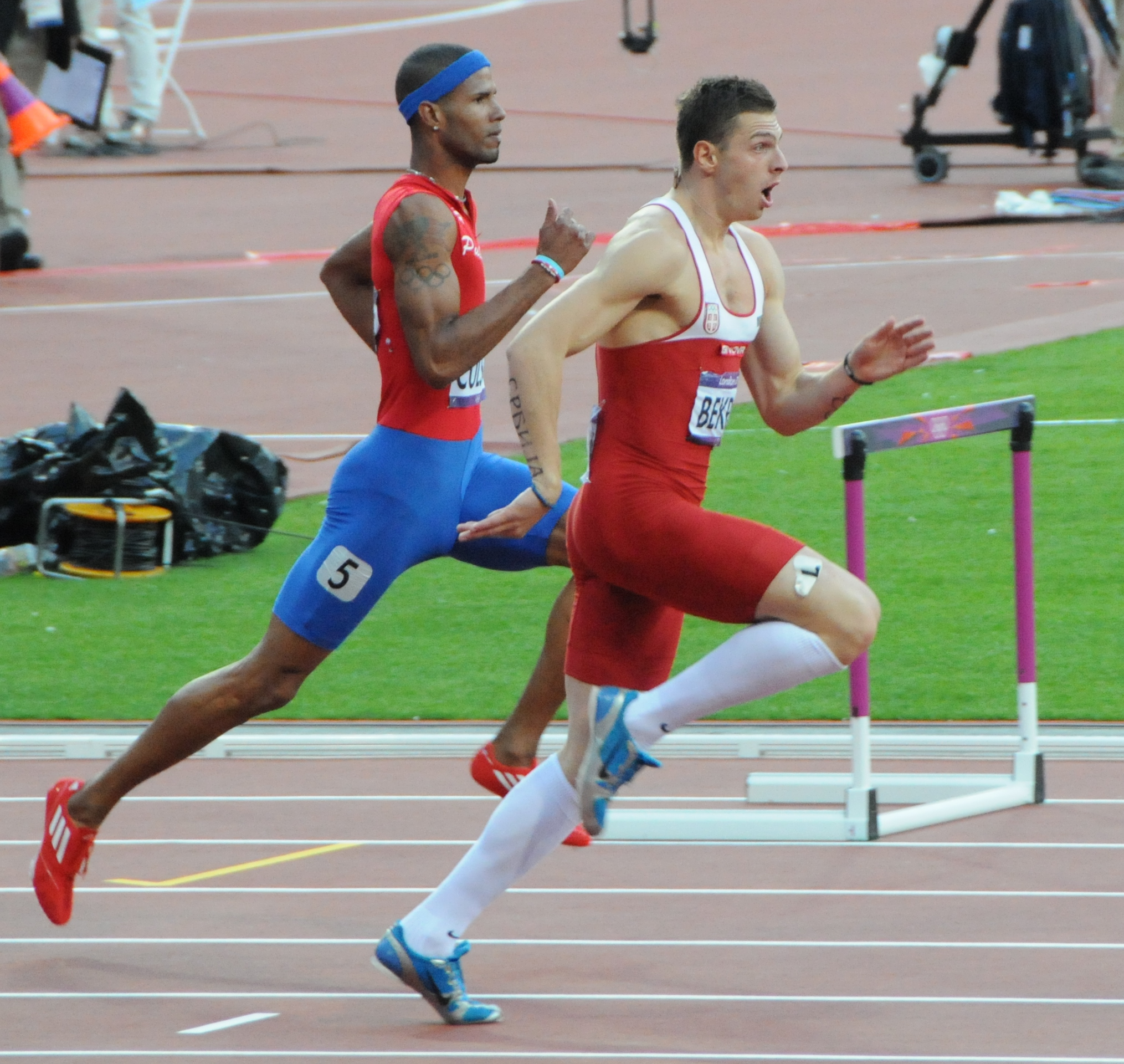
Emir Bekrić (rechts) wurde Sechster
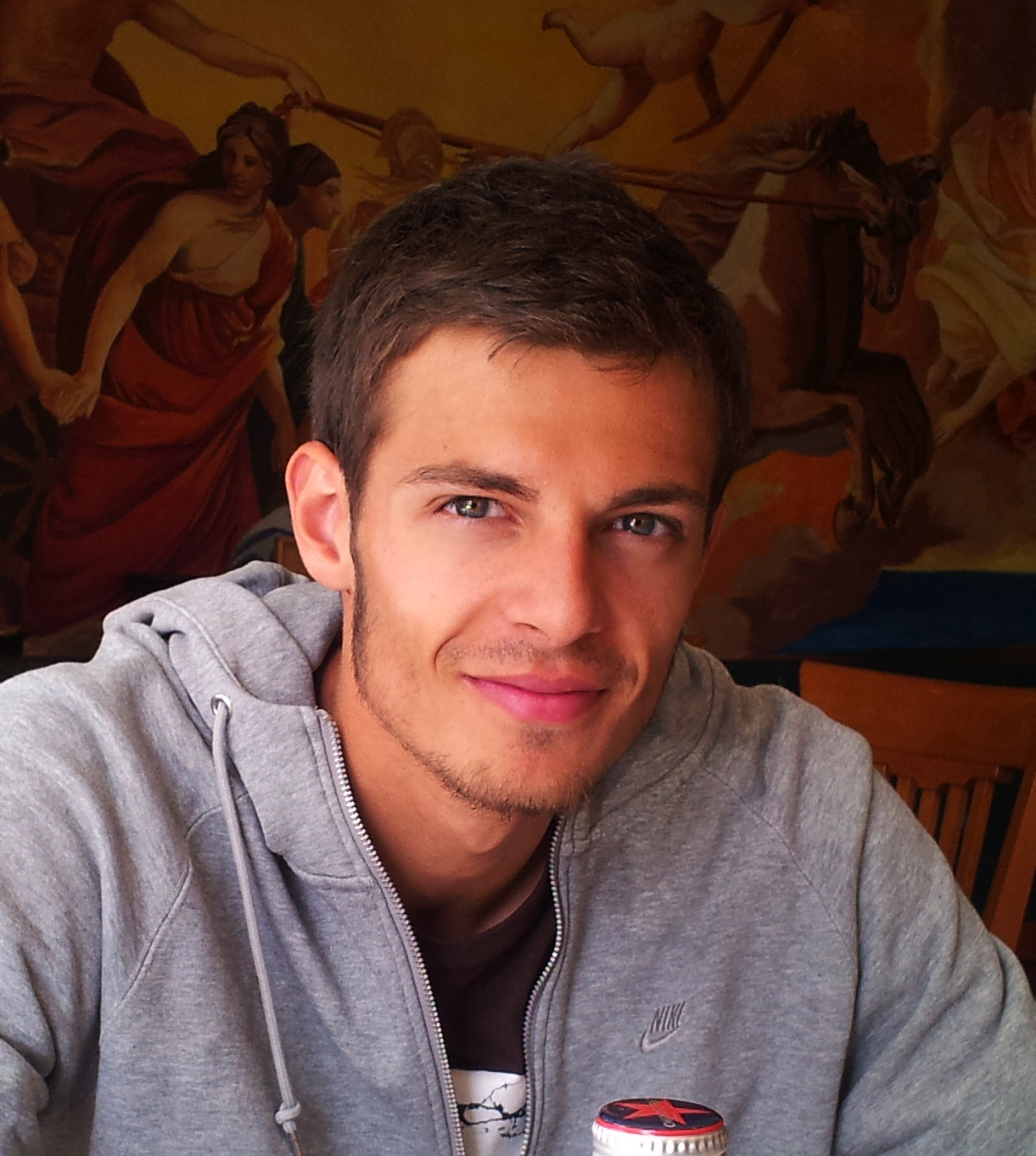
Varg Königsmark erreichte Platz sieben
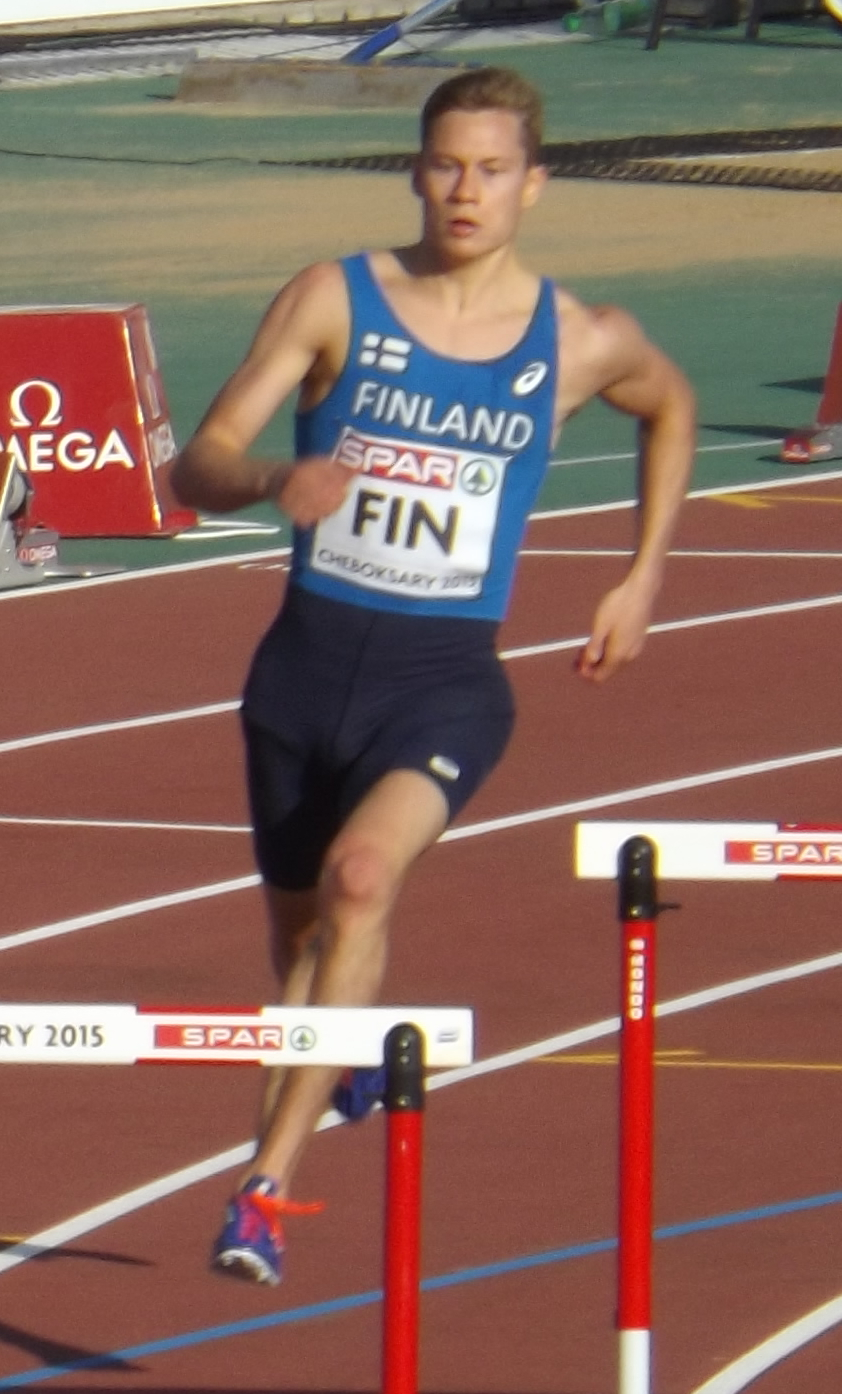
Oskari Mörö belegte Rang acht

## Videolink
- Rasmus Mägi in Zürich (2014 European Athletics Championships), youtube.com, abgerufen am 10. März 2023